# Лобиков, Алексей Кириллович
Алексе́й Кири́ллович Ло́биков (26 февраля 1987, Ленинград) ― российский тромбонист и музыкальный педагог, солист, концертмейстер группы тромбонов симфонического оркестра Мариинского театра, преподаватель Санкт-Петербургской консерватории.

## Биография
Родился в 1987 году в Ленинграде в семье музыкантов: отец — Лобиков Кирилл Яковлевич (1956 г.р.), солист-исполнитель, тромбонист и музыкальный педагог, окончил в 1979 году Ленинградскую консерваторию (класс профессора Н. С. Коршунова), работал солистом, концертмейстером группы тромбонов в оркестре Михайловского театра (1988—2018), преподаёт в муз. училище им. М. П. Мусоргского (с 2003 г.) и в Музыкальном лицее Комитета по культуре (с 2003 г.), мать — Ирина Игоревна Лобикова (в девичестве — Млотэк) окончила Ленинградскую консерваторию в 1981 году по классу фортепиано, преподаёт фортепиано в Музыкальном лицее Комитета по культуре.
С 1993 по 2003 год обучался игре на альте, теноре, а затем на альтовом тромбоне у своего отца Кирилла Лобикова в Охтинском центре гуманитарно-эстетического воспитания, затем у него же в 2003—2004 году — в Музыкальном лицее Комитета по культуре. В 2004 году поступил и в 2009 окончил Санкт-Петербургскую консерваторию по классу профессора В.В.Сумеркина, у него же окончил аспирантуру в 2012 году.
С 2006 году работал концертмейстером группы тромбонов симфонического оркестра академической капеллы Санкт-Петербурга, в 2012 году выиграл конкурс на место солиста-тромбониста симфонического оркестра Мариинского театра.
С 2016 года преподает в Санкт-Петербургской консерватории, проводит мастер-классы в Королевской Бирмингемской консерватории.
Выступает в концертных залах Санкт-Петербурга, России и других стран, также участвует в концертных программах Санкт-Петербургского Дома музыки (с 2006 года).
Является победителем профессиональных международных музыкальных конкурсов: в 2019 году — 1-я премия на Международном конкурсе им. П. И. Чайковского, в 2011 году — 3-я премия на Международном музыкальном конкурсе «Пражская весна», в 2009 году — 1-я премия на Международном конкурсе тромбонистов «Lion’s Club», г. Тампере (Финляндия).
Является действительным членом Международной ассоциации тромбонистов (MTA, США), в 2020 году выдвинут на должность официального члена Совета консультантов МТА
Женат, имеет детей.

## Рецензии
Искусствоведы отмечают способность А. К. Лобикова быстро переключаться между стилями исполняемых произведений.

## Награды, звания
Неоднократно становился победителем российских и международных конкурсов, обладатель наград, почётных стипендий и дипломов, связанных с профессиональными достижениями:

| Конкурсы - 2019 год, Международный конкурс им. П. И. Чайковского, Москва/Санкт-Петербург, 1-я премия (медные инструменты) - 2011 год, Международный музыкальный конкурс-фестиваль «Пражская весна», Прага, 3-я премия - 2009 год, Международный конкурс тромбонистов «Lion’s Club», Тампере, 1-я премия - 2008 год, II Международный конкурс исполнителей на духовых инструментах им. Н. А. Римского-Корсакова, Санкт-Петербург, 1-я премия - 2006 год, V Международный юношеский конкурс им. Е. А. Мравинского, г. Санкт-Петербург, 1-я премия | Дипломы - 2007 год, Диплом Министерства образования и науки Российской Федерации - 2003 год, Стипендиат Министерства Культуры Российской Федерации - 2001—2002 годы, Дипломы лауреата III и IV открытого фестиваля на духовых и ударных инструментах «Серебряные звуки», Петрозаводск - 2001 год, Стипендиат Российского фонда культуры - 1998—2001 годы, Стипендиат Правительства Санкт-Петербурга, Комитета по культуре Санкт-Петербурга - 1999 год, Знак «Звезда Прометея» Всемирного Клуба петербуржцев |

## Жюри конкурсов
- XVII Международный конкурс им. П. И. Чайковского, Москва/Санкт-Петербург, 2023 год - член жюри (медные духовые)[32]